# Empirizmus
Az empirizmus (görög εμπειρισμός az empíria szóból, jelentése: tapasztalat) a 17. században megjelenő filozófiai nézet, amely szerint az ismeretekre csak tapasztalataink segítségével tehetünk szert. A tudomány a megfigyeléseken, illetve a kísérleteken alapszik. Az empirizmus elveti a velünk született fogalmakat és tételeket, a megismerést az érzéki észlelésbe vezeti vissza, ez a szenzualizmus. Empirista felfogású az ókori görög sztoicizmus és az epikureizmus.

## A 17. századi európai gondolkodás
A 17. századi európai gondolkodás lerázta magáról a középkori gondolkodás sajátosságait, terheit, és folytatta azt az irányt, mely a reneszánszban indult el (Pléh, 2010). Az elv, amely mindkét korszakot jellemezte, hogy el kell szakadni a tekintély tiszteletétől, azt el kell választani a tudástól. Az új módszer kulcsa és alapvető iránymutatója a módszerbe vetett hit. Ezzel, akaratlanul is, ironikus módon, egy új tekintélyt teremtettek, a tudományos módszer tekintélyét (Pléh, 2010). Ezen gondolatok mentén született meg a kor szellemét nagyban meghatározó két irányzat, a racionalizmus és az empirizmus. Nem csak filozófiai rendszerekről van szó, hanem a korban gyakorolt összes tudományterület meghatározó elveit képviselő elméletekről, melyek a tudományos kutatásmódszertanra olyan erősen rányomták bélyegüket, hogy a két gondolkodásmód a mai napig megkerülhetetlen.

## Empirizmus és racionalizmus
Az empirizmust és a racionalizmust előszeretettel állítják egymással szembe, de fontos kiemelni, hogy közös vonásaik is vannak. Mindkét irányzat bízik a „módszerben”, és ezáltal a tudomány alapvető egységében (Pléh, 2010). Léteznie kell a tudomány közös nyelvének, amellyel minden leírható. Továbbá, el kell hagyni a tekintélyek tiszteletét és a könyvek előtti hajbókolást. Bár módszertanuk különbözött, további közös pontja a két irányzatnak a módszertani individualizmus. Mindkét rendszert az elemzésben való hit jellemzi, a kérdéseket fel kell boncolni, analizálni. A természet elemekből épül fel. (Pléh, 2010). A racionalizmus témája leginkább René Descartes műveiben tanulmányozható.

### Empirizmus
Az empirizmus nemcsak szorosan az újkorhoz kapcsolódó rendszer. Az irányzatot meghatározó nagy nevek közül van, aki még a reneszánsz korban kezdte tevékenységét, és többen is már a felvilágosodás filozófusai, sőt mi több, bár mára veszített tekintélyéből, több kortárs filozófus is követi a rendszer sajátosságait. Az empirista mozgalomhoz több név is hozzátartozik. Nehéz egybefoglalni a mozgalom legfőbb gondolatait anélkül, hogy ismernénk az ide tartozó filozófusok munkásságát. A korai empiristák közül ki kell emelnünk Francis Bacon, Thomas Hobbes, John Locke, George Berkeley, David Hume és John Stuart Mill nevét. Közülük is Bacont tekintjük a legkorábbinak. Az empiristák legfontosabb módszertani nézete a megfigyelés elsődlegessége. Az egyes jelenségeket meg kell figyelni, minél többször, és a megfigyelés eredményei mentén kell következtetést levonni az általános jelenségről, ez az indukciós következtetés alapja. Úgy vélik, hogy lelkünk születésünkkor olyan, mint egy üres tábla, amelyre életünk során folyamatosan, az észlelésen keresztül íródnak a fogalmak, gondolatok. A tudás tehát a megfigyelésen keresztül jut el hozzánk és ez az igazság megismerésének egyetlen módja. Csak akkor kapunk igazán gazdag és valós képet az empirizmus irányzatáról, ha a legfontosabb szerzőket egyenként elemezzük.
- Objektív empirizmus: Olyan jelenségeket feltételez, melyek természetes módon alakulnak ki, az észlelés számára hozzáférhetők (ám attól függetlenek), és amelyek jellegzetességei és hatásai más jelenségektől függnek. Gyakran materialista, a szilárd materiális testeket javasolja a vizsgálódás tárgyának. Amennyiben nem ezeket a testeket vizsgáljuk, eltávolodunk a valóságtól. Az objektív empirizmus általában összekapcsolódik a redukcionizmussal, mely szerint van egy legalsó, kiterjedt tudásterület, és erre redukálódik az összes többi tudás (például egy szöveg jelentéstartománya a szerző szándékaira). (J. A. Anderson, 2004)
- Hermeneutikai empirizmus: Olyan világot feltételez, melyben a jelenségeknek többféle és közös alap nélküli tartománya található meg, és a világhoz való kapcsolódás a többféle tartományon keresztül történik. Ezen feltételezés szembeszáll a redukcionizmus (a minden jelenség közös alapjának) elgondolásával, és elveti a  tudomány egységét (hiszen a tökéletes tudás egy tartományban, nem segíti a tudás előrehaladását egy másikban). (J. A. Anderson, 2004)

#### Francis Bacon (1561-1626)
Francis Bacon mind a reneszánszhoz, mind az újkorhoz kapcsolható filozófus (Boros, 2007). Ő fogalmazta meg először, hogy tudományos igényű munkát csak több tudós összehangolt erőfeszítésével lehet művelni. Ez a hozzáállás mára kiemelkedően fontossá vált. Szerette volna megreformálni a tudományosságról való gondolkodást egy nagy hatrészes mű keretein belül, melynek címe „A tudományok nagy megújítása” (Instauracio magna scientiarium) lett volna, ez azonban soha nem készült el. A hatrészes mű második része az egyik legismertebb műve, ami a Novum Organum (1620) címet viseli. A könyv megnevezése valójában reflektálás Arisztotelész Organum című művére, melyben a tudományos módszer akkori alapjait fektette le. A műben Bacon rámutat az eddigi tudományos próbálkozások hiányosságaira és megnevez egy új, véleménye szerint egyetlen járható utat. Bevezeti a „valódi indukció” fogalmát. A tudomány célja, hogy kiváltsa a természeti hatásokat. Ha a jelenségek okait ismerjük, és a megfelelő módon rendezzük a természeti tárgyakat, akkor a magunk szándéka szerint késztetjük a természetet arra, hogy a megfelelő okozatot létrehozza. Továbbá fontos számára, hogy a tudós elméje tiszta, előítéletektől és előfeltevésektől mentes legyen, hiszen ezek befolyásolhatják a vizsgálatból nyert következtetéseket, illetve az elméletalkotást (Boros, 2007).

#### Thomas Hobbes (1588-1679)
Thomas Hobbes brit filozófus, aki a kor néhány nagy elméjével kapcsolatban állt, Bacon titkára, Descartes vitapartnere, Leibniz levelezőpartnere volt. Egyik legfontosabb műve a Leviatán (1651). Bacon nyomán indult el (Darai, 2001), azonban ő már szélsőséges gondolkodó. Azt hirdeti, hogy Bacon elmélete, a „valódi indukció” a természet megismerésének egyetlen módja. Számára a gondolkodás azonos a számolással, hiszen a beszédben a szavak önkényesen választott jelek. Minden valóságot testnek tart, hiszen ami létezik, az térben van, és ami a térben van, az test. A testek fizikailag oszthatatlan részekből állnak. A testen és a mozgáson kívül egyéb valóság nem létezik. Hobbes módszere tehát megszünteti a test és a lélek dualizmusát, hiszen a lélek is csupán az egybekapcsolt atomok működésének egy–egy mozzanata (Darai, 2001).

#### John Locke (1632-1704)
John Locke Oxfordban végezte filozófiai tanulmányait, de természettudományi és orvosi képzésre is szert tett (Boros, 2007). Úgy véli, egy olyan filozófiára van szükség, amelynek legfőbb célja, hogy a természettudományos megismerés útjából eltakarítsa az akadályokat. Lerombolja az isten és az ember közötti közvetlen kapcsolatba vetett hitet. Legismertebb műve az „Értekezés az emberi értelemről” (1690). Ellentétben elődeivel, nem magára a kutatás módszertanára hegyezi ki filozófiájának élét. A művet többszöri nekifutásra írja meg, és végső állapotára sem nevezhető egy koherens, összefüggő filozófiai, módszertani rendszer kifejtésének, inkább több gondolatmenet egymásba fűzése. Megkülönbözteti az egyszerű és összetett ideáinkat, az egyszerű ideák istentől származnak, ha nem onnan származnának, akkor elménk kitalációi lennének, akkor pedig mindenféle a világ megismerésére irányuló módszertan megteremtése teljesen hiábavaló volna. Az összetetteknek 3 fajtája létezik, csakúgy, mint az elme megismerő tevékenységének. Ez a három fajta a szubsztancia, a módusz és a viszony, azaz a megismerésé az intuitív tudás, a bizonyításra épülő tudás, és az ítélés. (Boros, 2007). Bevezette a „tabula rasa” fogalmat, melyet üres lapnak, vagy tiszta táblának is szokás fordítani (Darai, 2001). Úgy véli, elménk születésünkkor egy ilyen üres lap, amelyre a tapasztalás útján kerülnek a fogalmak. Híres mondása, melyet az empirizmus is magáévá tett: „Semmi sincs az értelemben, ami előtte nem volt az érzékekben” („Nihil est in intelectu, quod ante non fuerit in sensu”) (Darai, 2001).

#### George Berkeley (1685-1753)
George Berkeley már a felvilágosodás korához tartozó filozófus, végzettségét tekintve teológus (Boros, 2011). Észreveszi, hogy a matematikában is igen sok a fogalmi tisztázatlanság, és úgy véli, a matematika sem kevésbé irracionális, mint a szellemtudományok módszertana, így helytelen csak ez utóbbit elvetni. Úgy véli, önmagában az érzékeink nem képesek elvezetni bennünket a valósághoz, hiszen nincs bennük semmi természetes geometria. Amit matematikai következtetésnek gondolunk, gyakran tapasztalatok sorozatára épülő, az indukcióhoz nagyon hasonló „következtetési” forma. Az egyetlen érzék, amely a valóságot mutatja meg, a tapintás. Fő műve a „Tanulmány” címet viseli. Ellentétben Locke-kal, úgy véli, nem léteznek absztrakt ideák. Ezek ugyanis úgy képződnének, hogy el kellene vonatkoztatnunk az alattuk lévő ideák partikuláris jegyeitől, ez azonban nem lehetséges, nem tudunk elképzelni egy oldalak és szögek nélküli háromszöget (Boros, 2007).

#### David Hume (1711-1776)
David Hume jogásznak indult, de az irodalom és a filozófia elterelte figyelmét, főként Ciceró volt rá hatással (Boros, 2007). Fő műve az „Értekezés az emberi természetről” (nem összekeverendő Locke művével), melyet névtelenül jelentett meg. Az írás igencsak megosztotta a korabeli filozófusok véleményét. Elválasztja a hitet és a tudást. Úgy véli, isten létét nem kell bizonyítani, a vallási kérdéseket nem szabad a tudományos kérdésekkel keverni. A vallást és istent hinni kell, ott nincs helye a tudományos módszertannak. Véleménye szerint a filozófia módszertanának is fel kellene vennie a természettudományos módszereket. Nagy hangsúlyt fektet a tudományos módszertan etikai problémáira, kifejti, hogy emberekkel nem lehet úgy kísérletezni, mint a természetbeli jelenségekkel. Továbbá kiemeli a természetes közeg fontosságát; ahhoz, hogy megfelelő képet kapjunk az emberről, nem vizsgálhatjuk mesterséges körülmények között. Az emberi természetről szóló értekezés nem az emberről szól, hanem a tárgyról, melyben minden más tudomány megalapozódik. Megkülönbözteti az ideákat a benyomásoktól. Benyomás az, amit épp az adott pillanatban észlelünk, idea pedig az, ami a több benyomás során alakult ki bennünk (Boros, 2007).

#### John Stuart Mill (1806-1873)
John Stuart Mill igen radikális körben nevelkedett, kizárólag apja tanította (Ambruss, 2007). Húszas évei elején súlyos depresszióba esett, melyből a költészet segítette ki, majd a brit kulturális élet kiemelkedő alakjává vált. Legfontosabb ismeretelméleti művének címe: „A deduktív és induktív logika rendszere”. Ebben mind a logikáról, mind a tágabb értelemben vett kutatásmódszertanról alkotott nézeteit kifejtette. Kiindulópontja a radikális empirizmus volt. Tudásra csakis kizárólag az érzékszerveken keresztül lehet szert tenni, állítja. Csak az létezik, ami potenciálisan észlelhető, nincsenek észlelhetetlen lényegek vagy metafizikailag szükségszerű kapcsolatok a jelenségek között. Véleménye szerint minden tudásra az indukció által tehetünk szert (Ambruss, 2007).